# Satz von Stallings
Der Satz von Stallings ist ein Lehrsatz aus dem mathematischen Gebiet der Gruppentheorie, der Gruppen mit mehr als einem Ende charakterisiert. Aus ihm ergibt sich die gelegentlich ebenfalls als Satz von Stallings oder Satz von Stallings-Swan bezeichnete Charakterisierung freier Gruppen durch ihre kohomologische Dimension.
John Stallings und Richard Swan erhielten dafür den Colepreis für Algebra.

## Satz von Stallings über Enden von Gruppen
Für eine endlich erzeugte Gruppe {\displaystyle G} bezeichne {\displaystyle e(G)} die Anzahl der Enden des Cayley-Graphen von {\displaystyle G}. (Diese Anzahl ist unabhängig von der Wahl des für die Konstruktion des Cayley-Graphen verwendeten Erzeugendensystems.) Nach einem Satz von Freudenthal gilt entweder {\displaystyle e(G)\leq 2} oder {\displaystyle e(G)=\infty }.
Der Satz von Stallings besagt, dass {\displaystyle e(G)>1} genau dann der Fall ist, wenn sich {\displaystyle G}
- entweder als nichttriviales amalgamiertes Produkt {\displaystyle G=G_{1}*_{A}G_{2}} zweier endlich erzeugter Gruppen über einer endlichen amalgamierten Untergruppe
- oder als nichttriviale HNN-Erweiterung {\displaystyle G=G_{1}*_{A}} einer endlich erzeugten Gruppe über einer endlichen Gruppe

zerlegen lässt.
Insbesondere gilt für torsionsfreie endlich erzeugte Gruppen {\displaystyle e(G)=\infty } genau dann, wenn {\displaystyle G} ein freies Produkt {\displaystyle G=G_{1}*G_{2}} zweier nichttrivialer Untergruppen ist. 

## Satz von Stallings-Swan über Charakterisierung freier Gruppen
Aus dem Satz von Stallings folgt, dass eine endlich erzeugte Gruppe genau dann frei ist, wenn für ihre kohomologische Dimension {\displaystyle cd_{\mathbb {Z} }(G)=1} gilt.
Eine allgemeinere Form wurde von Swan bewiesen. Sei {\displaystyle R} ein Ring mit Eins und {\displaystyle G} eine torsionsfreie Gruppe. Dann ist {\displaystyle G} genau dann frei, wenn {\displaystyle cd_{R}(G)=1} gilt. Dieser Satz kommt ohne die Annahme aus, dass {\displaystyle G} endlich erzeugt ist. Die Annahme der Torsionsfreiheit ist für Gruppen mit {\displaystyle cd_{\mathbb {Z} }(G)<\infty } immer erfüllt.
Eine weitere Folgerung ist, dass eine torsionsfreie Gruppe, die eine freie Untergruppe von endlichem Index enthält, selbst frei sein muss.